# Finale della Coppa delle nazioni africane 1962
La finale della Coppa delle nazioni africane 1962, terza finale nella storia della competizione, si disputò il 21 gennaio 1962 allo Stadio Selassiè di Addis Abeba, tra le nazionali di Etiopia ed Egitto. Fu vinta per 4-2 ai supplementari dall'Etiopia, che si portò a casa il primo trofeo in assoluto nella storia della massima competizione tra nazionali maschili africane.

## Le squadre
| Squadra          | Finali (o spareggi) disputate in precedenza (il grassetto indica la vittoria) |
| ---------------- | ----------------------------------------------------------------------------- |
| Etiopia          | 1 (1957)                                                                      |
| Rep. Araba Unita | 2 (1957, 1959)                                                                |

## Cammino verso la finale

### Tabella riassuntiva del percorso
| Etiopia    | Etiopia   | Turno                       | Rep. Araba Unita | Rep. Araba Unita |
| ---------- | --------- | --------------------------- | ---------------- | ---------------- |
| Avversario | Risultato | Fase a eliminazione diretta | Avversario       | Risultato        |
| Tunisia    | 4-2       | Semifinali                  | Uganda           | 2-1              |

## Tabellino
| Arbitro: | John J. Brooks |

|                                                           |           |                      |
| Kidane 74’ L. Vassallo 84’ I. Vassallo 101’ M. Worku 117’ | Marcatori | 35’ 75’ Abdel-Fattah |

| Etiopia | Repubblica Araba Unita |

| Etiopia          |    |                           |  |          |  |
|                  |    |                           |  |          |  |
| P                | 1  | Gila-Michael Tekle Mariam |  |          |  |
| D                | 3  | Asmelash Behre            |  |          |  |
| D                | 4  | Mohamed Awad              |  |          |  |
| D                | 2  | Kiflom Araya              |  |          |  |
| D                | 6  | Behre Goitom              |  |          |  |
| C                | 5  | Tesfaye Gebremedhin       |  |          |  |
| C                | 7  | Girma Zeleke              |  | Uscita   |  |
| C                | 10 | Italo Vassallo            |  |          |  |
| C                | 9  | Luciano Vassallo          |  |          |  |
| A                | 8  | Menghistu Worku           |  |          |  |
| A                | 11 | Getachew Wolde            |  |          |  |
| Sostituzioni:    |    |                           |  |          |  |
| C                | 13 | Tekle Kidane              |  | Ingresso |  |
| CT:              |    |                           |  |          |  |
| Slavko Milošević |    |                           |  |          |  |

| Rep. Araba Unita  |  |                                       |  |
|                   |  |                                       |  |
| P                 |  | Adal Mohammed Heykal                  |  |
| D                 |  | Ahmed Moustafa Gad                    |  |
| D                 |  | Raafat Ateya Helmy                    |  |
| D                 |  | Tareq Selim                           |  |
| D                 |  | Raafat El-Fanagili                    |  |
| C                 |  | Mohammed Badawi                       |  |
| C                 |  | Mohammed Seddiq Shehta                |  |
| C                 |  | Mohammed Badawi Abdel-Fattah          |  |
| C                 |  | Mohammed Saleh Salim                  |  |
| A                 |  | Taha Ismail                           |  |
| A                 |  | Mohammed Abdel-Latif Mimi El-Sherbini |  |
| CT:               |  |                                       |  |
| Mohamed El Guindy |  |                                       |  |
| Hanafy Bastan     |  |                                       |  |